# Oahu Facula
L'Oahu Facula è una struttura geologica della superficie di Titano.